# Safari (stripreeks)
Safari is een Belgische stripreeks op scenario van Willy Vandersteen en getekend door Karel Biddeloo. Karakteristiek aan de albums is de oranje kleur. De albums spelen zich af in Afrika. Hoofdpersonages zijn de jager Sam Burton, zijn vriend en masaïkrijger Mgono, de biologe Ellen Moore en haar zoontje Tim.
Uitzonderlijk aan deze reeks is dat er een doorlopende verhaallijn is, iets dat bij de andere Vandersteen-reeksen niet voorkomt.
Vanaf februari 2025 gaat Standaard Uitgeverij de reeks uitbrengen als Integraal. 

## Albums
1. De gevaarlijke opdracht
2. De verboden jacht
3. Vreemde bondgenoten
4. De grote trek
5. De buffeljacht
6. Drama rond Nakuru
7. De witte giraf
8. Het masker
9. De slangendanser
10. Verdacht konvooi
11. Met speer en schild
12. De klopjacht
13. Het stille dorp
14. De zwarte panter
15. Mysterie rond de ark
16. De grotten van Balani
17. Kichwa de gorilla
18. Duistere machten
19. De gele adder
20. Tangali in nood
21. Tembo Mafuta
22. Dongo de wilde hond
23. De regenmaker
24. De motorcrosser